# Цариградски мир (1736)
Цариградски мир потписан је 24. септембра 1736. године између Османског царства и Афшаридске персије. Њиме је завршен Османско-персијски рат (1730−1735).

## Споразум
Ахмед-пашин уговор из 1732. године није задовољио ни једну од страна. Османски султан Махмуд није се слагао са предајом Табриза, а Надир је желео да поврати Грузију и Јерменију и свргне Тахмаспа са власти. Због тога је, након повратка са истока, заратио са Турцима у намери да заузме Багдад. То му није пошло за руком. На Кавказу је био успешнији. За мање од две године присилио је Османлије да напусте Тбилиси и Јереван. У међувремену, Руска Империја напала је турске територије на Криму и у Украјини. Султан је тако био приморан на мир. Мировни преговори вођени су између Али-паше и Мирзе Мухамеда. Територијалне промене нису биле спорне, али је проблем задавао сукоб између две исламске секте. Мировни споразум је потписан 1736. године у Цариграду. Османлије су признале Надира за новог шаха Персије. Османско царство предало је Персији Кавказ. Османлије су допустиле персијским шиитима ходочашће у Меки која је тада била у саставу Османског царства.